# Weddell Point
Der Weddell Point ist eine flache, von Tussockgras überwachsene Landspitze an der Südküste Südgeorgiens. Sie markiert am Eisfjord die östliche Begrenzung der Einfahrt zur Schlieper Bay.
Der schottische Geologe David Ferguson (1857–1936) benannte die Landspitze bei seinem Besuch Südgeorgiens in den Jahren von 1911 bis 1912 als Kap Weddell. Diese Benennung wurde in die heutige Form geändert, um der Natur des geografischen Objekts besser zu entsprechen. Namensgeber ist der britische Seefahrer James Weddell (1787–1834), der Südgeorgien im Jahr 1823 einen Besuch abstattete.